# Oraesia emarginata
Oraesia emarginata là một loài bướm đêm trong họ Noctuidae.

## Hình ảnh

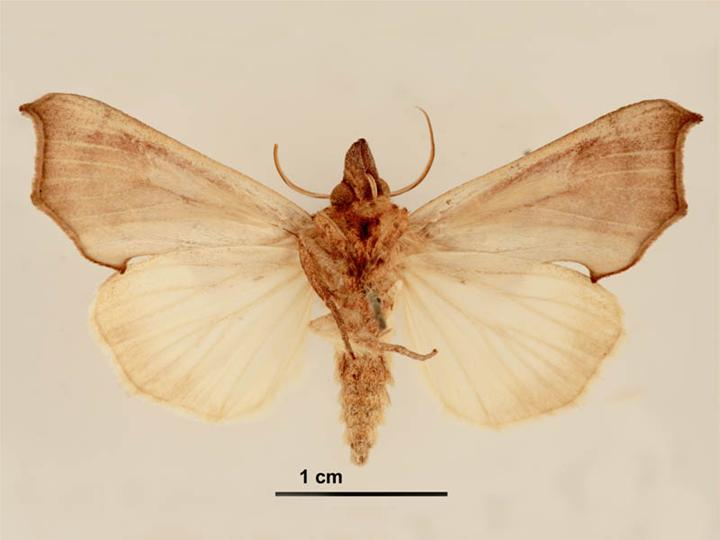
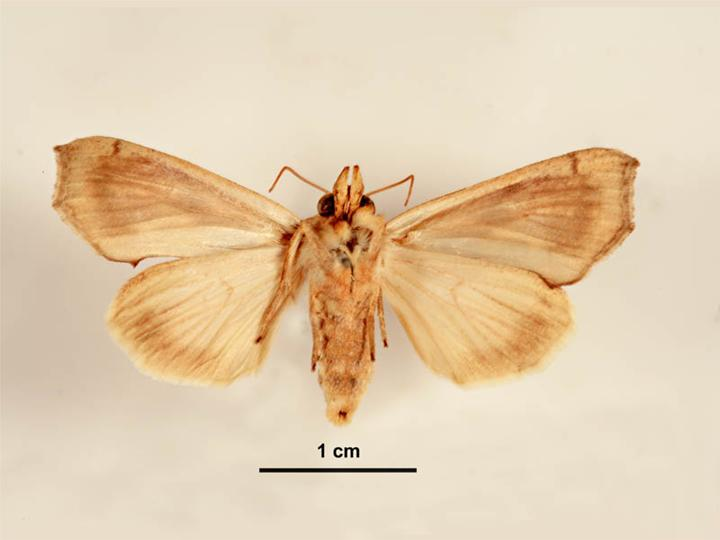
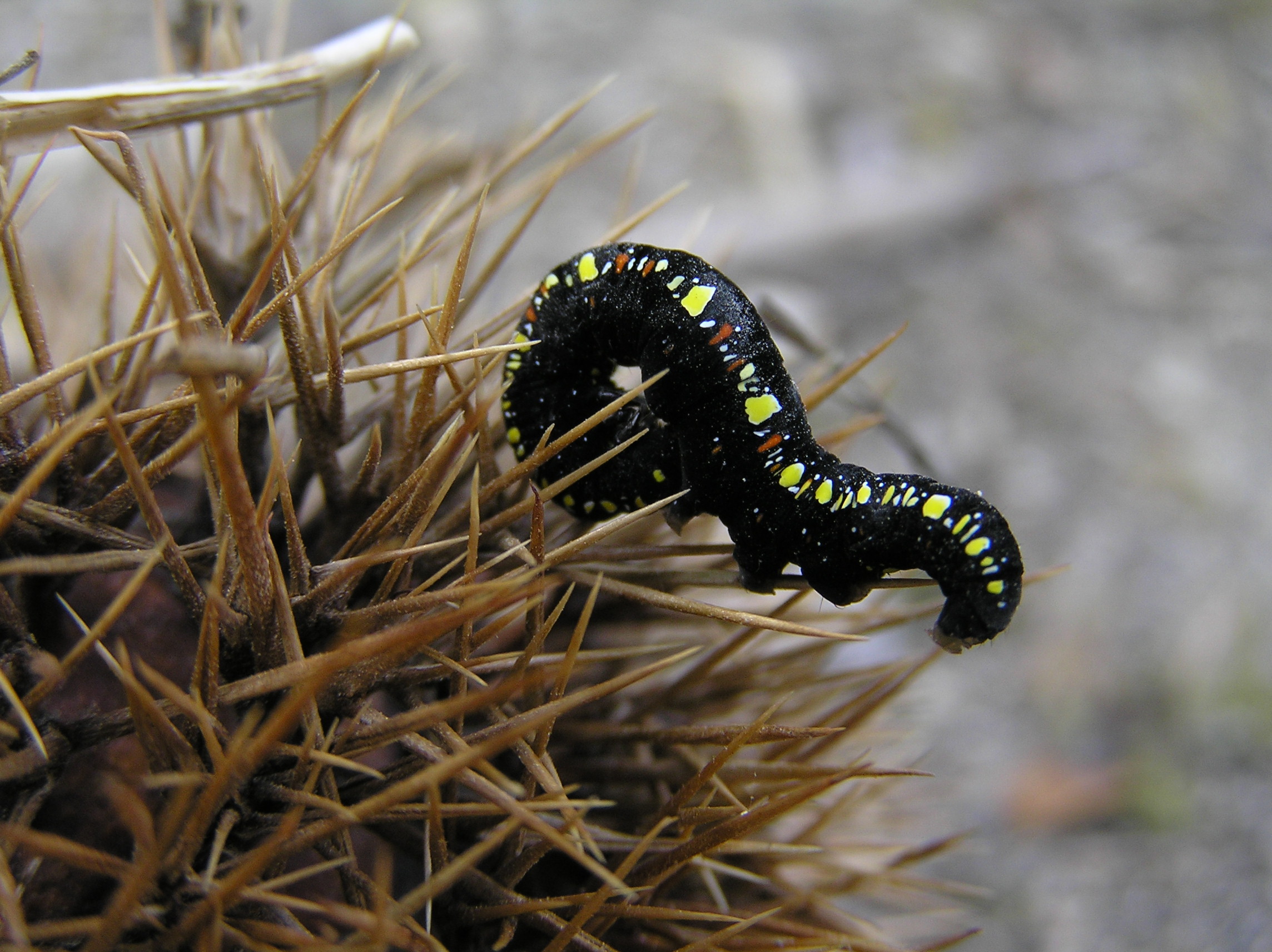